# Anna Jewgenjewna Polownewa
Anna Jewgenjewna Polownewa (russisch Анна Евгеньевна Половнева; * 4. Juni 1984) ist eine russische Ringerin. Sie wurde 2007 Europameisterin in der Gewichtsklasse bis 67 kg Körpergewicht.

## Werdegang
Anna Polownewa stammt aus Krasnojarsk und kam dort im Jahre 1994 als Jugendliche zum Ringen. Sie gehört auch einem Ringerclub in Krasnojarsk an. Ihr erster Trainer war Ewgeni Lukjanow. Weitere wichtige Trainer in ihrer Karriere waren Wiktor Raikow und A.W. Sutschkow. Sie ist Sportstudentin, Ringerin und Luftwaffenangehörige.
Gleich bei ihrem ersten Start bei einer internationalen Meisterschaft wurde sie im Jahre 2000 in Bratislava Junioren-Europameisterin der Altersgruppe Cadets (bis zum 16. Lebensjahr) in der Gewichtsklasse bis 60 kg. 2002 wurde sie als Achtzehnjährige auch schon bei der Weltmeisterschaft der Seniorinnen in Chalkida/Griechenland in der Gewichtsklasse bis 63 kg eingesetzt. Sie musste dort aber noch Lehrgeld bezahlen, denn nach einem Sieg über Diletta Giampiccolo aus Italien verlor sie in der nächsten Runde gegen Lene Aanes aus Norwegen, schied damit aus und kam nur auf den 15. Platz.
Ein großer Erfolg gelang ihr dann 2003 in Istanbul. Sie wurde dort in der Gewichtsklasse bis 63 kg Juniorenweltmeisterin (Altersgruppe bis zum 20. Lebensjahr). Dabei verwies sie Chong Kyi, China, Emilia Drzewinska, Polen und Alaine Berube, USA, auf die Plätze. Bei der Junioren-Europameisterschaft 2004 in Sofia enttäuschte sie und kam nach einer frühen Niederlage nur auf den 9. Platz. 2005 wurde sie zum zweiten Mal bei einer Weltmeisterschaft der Seniorinnen eingesetzt. Sie siegte dabei in Budapest in der Gewichtsklasse bis 63 kg über Mabel Fonseca Ramirez, Puerto Rico und Otschirbatyn Nasanburmaa, Mongolei, verlor dann gegen die vielfache Weltmeisterin und Olympiasiegerin Kaori Icho aus Japan und verlor auch den Kampf um eine Bronzemedaille gegen Sara McMann aus den Vereinigten Staaten. Sie belegte damit einen 5. Platz.
2007 wurde Anna Polownewa bei der Europameisterschaft in Sofia in der Gewichtsklasse bis 67 kg eingesetzt und gewann dort etwas überraschend mit Siegen über Ashlea McManus, Großbritannien, Aurelie Gerlac, Frankreich, Maria Müller, Deutschland und Katerina Burmistrowa, Ukraine den Europameistertitel.
Nach diesem Sieg erschien sie erst wieder im Jahre 2011 bei einer internationalen Meisterschaft. Sie verlor dabei bei der Europameisterschaft in Dortmund gleich ihren ersten Kampf gegen Olga Butkewitsch aus Großbritannien und kam nur auf den 11. Platz. Ihren vorläufig letzten Start bei einer internationalen Meisterschaft absolvierte sie bei der Europameisterschaft 2012 in Belgrad, wo sie in der Gewichtsklasse bis 59 kg nach Siegen über Georgiana Narcisa Paic, Rumänien und Katarzyna Krawczyk, Polen und Niederlagen gegen Anastasija Grigorjeva, Lettland und Ludmila Cristea, Moldawien, auf den 5. Platz kam.

## Internationale Erfolge
| Jahr | Platz | Wettbewerb                                      | Gewichtsklasse | Ergebnisse |
| 2000 | 1.    | Junioren-EM (Cadets) in Bratislava              | bis 60 kg      | vor Emilia Drzewinska, Polen und Nadia Meier, Schweiz |
| 2002 | 6.    | „Iwan-Yarigin“-Memorial in Krasnojarsk          | bis 63 kg      | Siegerin: Darija Nasarowa, Russland vor Sara McMann, USA                                                                                                   |
| 2002 | 4.    | Großer Preis von Polen in Kattowitz             | bis 63 kg      | hinter Sara Eriksson, Schweden, Ljubow Michailowna Wolossowa, Russland und Wolha Chilko, Weißrussland                                                      |
| 2002 | 5.    | Welt-Cup in Kairo                               | bis 63 kg      | hinter Kaori Icho, Japan, Meng Lili, China, Viola Yanik, Kanada und Ljubow Michailowna Wolossowa                                                           |
| 2002 | 15.   | WM in Chalkida/Griechenland                     | bis 63 kg      | nach einem Sieg über Diletta Giampiccolo, Italien und einer Niederlage gegen Lene Aanes, Norwegen                                                          |
| 2003 | 1.    | Junioren-WM in Istanbul                         | bis 63 kg      | vor Chong Kyi, China, Emilie Drzewinska und Alaine Berube, USA                                                                                             |
| 2003 | 7.    | Welt-Cup in Tokio                               | bis 63 kg      | Siegerin: Kaori Icho, Japan vor Sara McMann und Su Huihua, China                                                                                           |
| 2004 | 9.    | Junioren-EM in Sofia                            | bis 63 kg      | Siegerin: Emilia Drzewinska vor Julia Ratkewitsch, Weißrussland und Maria Müller, Deutschland                                                              |
| 2004 | 3.    | Welt-Cup in Tokio                               | bis 63 kg      | hinter Kaori Icho und Helen Mennick, Kanada |
| 2005 | 1.    | „Alexander-Medwed“-Preis in Minsk               | bis 63 kg      | vor Natalja Kuksina, Russland und Oxana Schlikowa, Ukraine                                                                                                 |
| 2005 | 4.    | Welt-Cup in Clermont-Ferrand                    | bis 63 kg      | hinter Kaori Icho Oxana Schalikowa und Meryem Selloum, Frankreich                                                                                          |
| 2005 | 5.    | WM in Budapest                                  | bis 63 kg      | nach Siegen über Mabel Fonseca Ramirez, Puerto Rico und Otschirbatyn Nasanburmaa, Mongolei und Niederlagen gegen Kaori Icho und Sara McMann                |
| 2006 | 4.    | Welt-Cup in Nagoya                              | bis 63 kg      | hinter Kaori Icho, Xu Haiyan, China und Sara McMann |
| 2007 | 3.    | „Dave-Schultz“-Memorial in Colorado Springs     | bis 63 kg      | hinter Randi Miller und Sara McMann, beide USA |
| 2007 | 5.    | Klippan Lady-Open                               | bis 63 kg      | hinter Sara McMann, Agoro Papavasileiou, Griechenland, Monika Ewa Michalik, Polen und Helena Alandi, Schweden                                              |
| 2007 | 6.    | Welt-Cup in Krasnojarsk                         | bis 63 kg      | Siegerin: Jing Rui-Xue, China vor Mio Nishimaki, Japan |
| 2007 | 1.    | EM in Sofia                                     | bis 67 kg      | nach Siegen über Ashlea McManus, Großbritannien, Aurelie Gerlac, Frankreich, Maria Müller und Katerina Burmistrowa, Ukraine                                |
| 2008 | 2.    | Pokalturnier in Tschechow                       | bis 67 kg      | hinter Natalja Kuksina, vor Ewgenija Atamanowa und Darima Sanschejewa, alle Russland                                                                       |
| 2010 | 1.    | Pokalturnier in Tschechow                       | bis 59 kg      | vor Tschargalma Zyrenowa, Russland, Tatjana Padilla, USA und Walerija Scholobowa, Russland                                                                 |
| 2011 | 1.    | Pokalturnier in Tschechow                       | bis 59 kg      | vor Swetlana Lipatowa, Russland und Hanna Wassylenko, Ukraine                                                                                              |
| 2011 | 1.    | „Iwan-Yarigin“-Golden-Grand-Prix in Krasnojarsk | bis 59 kg      | vor Tschargalma Zyrenowa und Galina Doltschenko, beide Russland                                                                                            |
| 2011 | 2.    | Grand-Prix von Tourcoing                        | bis 59 kg      | hinter Li Hui, China, vor Aurelie Gerlac und Trinity Plessinger, USA                                                                                       |
| 2011 | 1.    | Welt-Cup in Lievin                              | bis 59 kg      | vor Li Hui, Sorondsonboldyn Battsetseg, Mongolei und Kelsey Campbell, USA                                                                                  |
| 2011 | 11.   | EM in Dortmund                                  | bis 59 kg      | nach Niederlage gegen Olga Butkewitsch, Großbritannien |
| 2012 | 1.    | „Iwan-Yarigin“-Golden-Grand-Prix in Krasnojarsk | bis 59 kg      | vor Anastasija Grigorjeva und Hanna Wassylenko |
| 2012 | 3.    | Intern. Turnier in Kiew                         | bis 59 kg      | hinter Jekaterina Melnikowa, Russland und Julia Malik, Ukraine                                                                                             |
| 2012 | 5.    | EM in Belgrad                                   | bis 59 kg      | nach Siegen über Georgiana Narcisa Paic, Rumänien und Katarzyna Krawczyk, Polen und Niederlagen gegen Anastasija Grigorjeva und Ludmila Cristea, Moldawien |
| 2012 | 7.    | Golden-Grand-Prix in Baku                       | bis 59 kg      | Siegerin: Yai Sakano, Japan vor Hanna Wassylenko und Irina Netrebo, Aserbaidschan                                                                          |
| 2012 | 3.    | Pokalturnier in Lobnja/Russland                 | bis 63 kg      | hinter Irina Bogdanowa u. Inna Traschukowa, beide Russland                                                                                                 |
| 2013 | 2.    | „Iwan-Yarigin“-Golden-Grand-Prix in Krasnojarsk | bis 59 kg      | hinter Tschargalma Zyrnowa, vor Anaka Ito, Japan und Swetlana Lipatowa                                                                                     |
| 2013 | 1.    | Intern. Turnier in Kiew                         | bis 59 kg      | vor Swetlana Lipatowa, Tatjana Lawrentschuk und Karina Stankowa, beide Ukraine                                                                             |

## Russische Meisterschaften
(soweit bekannt)
| Jahr | Platz | Gewichtsklasse | Ergebnisse                                                                      |
| 2007 | 2.    | bis 63 kg      |                                                                                 |
| 2008 | 3.    | bis 63 kg      | hinter Alena Kartaschowa und Ljubow Michailowna Wolossowa                       |
| 2011 | 3.    | bis 59 kg      | hinter Walerija Scholobowa und Jekaterina Melnikowa                             |
| 2012 | 3.    | bis 59 kg      | hinter Jekaterina Melnikow und Natalja Golz, gemeinsam mit Tschargalma Zyrenowa |

## Erläuterungen
- alle Wettkämpfe im freien Stil
- WM = Weltmeisterschaft, EM = Europameisterschaft